# Tcsh
tcsh (خوانده می‌شود: «تی‌سی‌شل» یا «تی‌سی‌اس‌اچ») یک پوسته یونیکس است که بر اساس پوسته قدیمیتر سی‌شل ساخته شده و کاملاً با آن سازگار است. این پوسته اساساً همان سی‌شل (C shell) است با قابلیت‌های بیشتری مثل تکمیل خودکار دستورها، ویرایش خط فرمان، و تعدادی قابلیت دیگر که استفاده از آن را به مراتب راحت‌تر می‌سازد. این پوسته بیشتر برای استفاده تعاملی بهینه شده و معمولاً استفاده از آن برای نوشتن شل اسکریپت پیشنهاد نمی‌شود.
این پوسته در اکثر سیستم‌عامل‌های شبه-یونیکس به عنوان پوسته پیشفرض سیستم استفاده می‌شود. به عنوان مثال پوسته پیشفرض کاربر root در سیستم‌عامل فری‌بی‌اس‌دی و مشتقات آن مثل دراگون‌فلی‌بی‌اس‌دی و دسکتاپ‌بی‌اس‌دی پوسته تی‌سی‌شل است. نسخه‌های اولیه مک اواس هم از تی‌سی‌شل به عنوان پوسته پیشفرض استفاده می‌کردند.